# Susan Herring
Susan C. Herring é uma linguista estadunidense, professora na Universidade de Indiana e Ph.D. em linguística pela Universidade da Califórnia em Berkeley. É uma das pesquisadoras mais influentes nas áreas da comunicação mediada por computador, estudando o uso da língua nas mídias digitais. Seu trabalho também centra-se em questões de gênero em contexto digital. Foi editora-chefe do periódico Journal of Computer-Mediated Communication de 2004 a 2007 e, desde 2008, é editora-chefe do periódico Language@Internet.

## Carreira acadêmica
Herring é graduada em francês pela Universidade Estadual de Nova York em Postdam, mestra e Ph.D. em linguística pela Universidade da Califórnia em Berkeley. De 1992 a 2000, foi professora associada de linguística na Universidade do Texas em Arlington. É, desde 2000, professora do Departamento de Informação e Biblioteconomia da Universidade de Indiana em Bloomington e, desde 2014, diretora do Centro de Comunicação Mediada por Computador da mesma universidade.